# Нагловице (гмина)
Нагловице (пол. Nagłowice) — сельская гмина (волость) в Польше, входит как административная единица в Енджеювский повет, Свентокшиское воеводство. Население — 5324 человека (на 2004 год).

## Демография
| Перепись                       | Всего   | Всего | Женщины | Женщины | Мужчины | Мужчины |
| ------------------------------ | ------- | ----- | ------- | ------- | ------- | ------- |
| Единицы                        | человек | %     | человек | %       | человек | %       |
| Население                      | 5324    | 100   | 2663    | 50      | 2661    | 50      |
| Плотность населения (чел./км²) | 45,4    | 45,4  | 22,7    | 22,7    | 22,7    | 22,7    |

## Соседние гмины
1. Гмина Енджеюв
2. Гмина Москожев
3. Гмина Окса
4. Гмина Радкув
5. Гмина Сендзишув
6. Гмина Слупя